# 12115 Robertgrimm
12115 Robertgrimm (tên chỉ định: 1998 SD2) là một tiểu hành tinh nằm ở rìa ngoài của vành đai chính. Nó được khám phá thông qua Catalina Sky Survey ngày 16 tháng 9 năm 1998. Nó được đặt theo tên Robert Grimm, a planetary geophysicist.